# Борове (Вілейський район, Іжська сільська рада)
Борове (біл. вёска Баравоє) — село в складі Вілейського району Мінської області, Білорусь. Село підпорядковане Іжовській сільській раді, розташоване в північній частині області.